# Black in AI
L'organisation Black in AI, auparavant appelée Black in AI Workshop, est un groupe d'affinité entre chercheurs en intelligence artificielle, fondé par les informaticiennes Timnit Gebru et Rediet Abebe en 2017,,. Il s'agissait à l'origine d'un atelier de colloque, puis c'est devenu une organisation indépendante. Black in AI se fixe pour objectif d'accroître la présence, la visibilité et l'inclusion des Afro-Américains dans le domaine de l'intelligence artificielle (IA), où ils sont peu représentés. Les modalités d'action consistent à créer un espace pour le partage des idées, en favorisant les collaborations et le mentorat,,.

## Histoire
Black in AI est créé en 2017 dans l'idée d'apporter une réponse aux problèmes de manque de représentation de la diversité de la société civile au sein des ateliers d'intelligence artificielle. Il s'agissait à l'origine d'un atelier distinct au sein du colloque sur les systèmes de traitement de l'information neuronale, NeurIPS. Les points problématiques concernaient les biais algorithmiques, les questions éthiques, et plus globalement la sous-représentation des personnes noires dans les recherches en intelligence artificielle. Le constat de départ est celui d'un besoin d'unité et de continuité d'action au sein de la communauté de l'intelligence artificielle, afin que ces questions fassent l'objet d'une attention suivie. Black in AI s'est efforcé d'améliorer la présence des personnes de couleur dans le domaine de l'intelligence artificielle.
En 2018 et 2019, l'atelier Black in AI a dû faire face à de nombreux problèmes de visa pour l'entrée au Canada, ce qui a incité à planifier la conférence en 2020 à Addis-Abeba, en Éthiopie,. Le 7 décembre 2020, Black in AI tient son 4e atelier annuel et son 1er atelier virtuel (en raison de la pandémie de COVID-19).
En 2021, Black in AI, ainsi que les groupes Queer in AI et Widening NLP, ont publié une déclaration publique refusant un soutien financier de la part de Google, en signe de protestation contre le traitement par Google de Timnit Gebru, Margaret Mitchell et April Christina Curley lors des événements survenus en décembre 2020,.